# Buiksloot

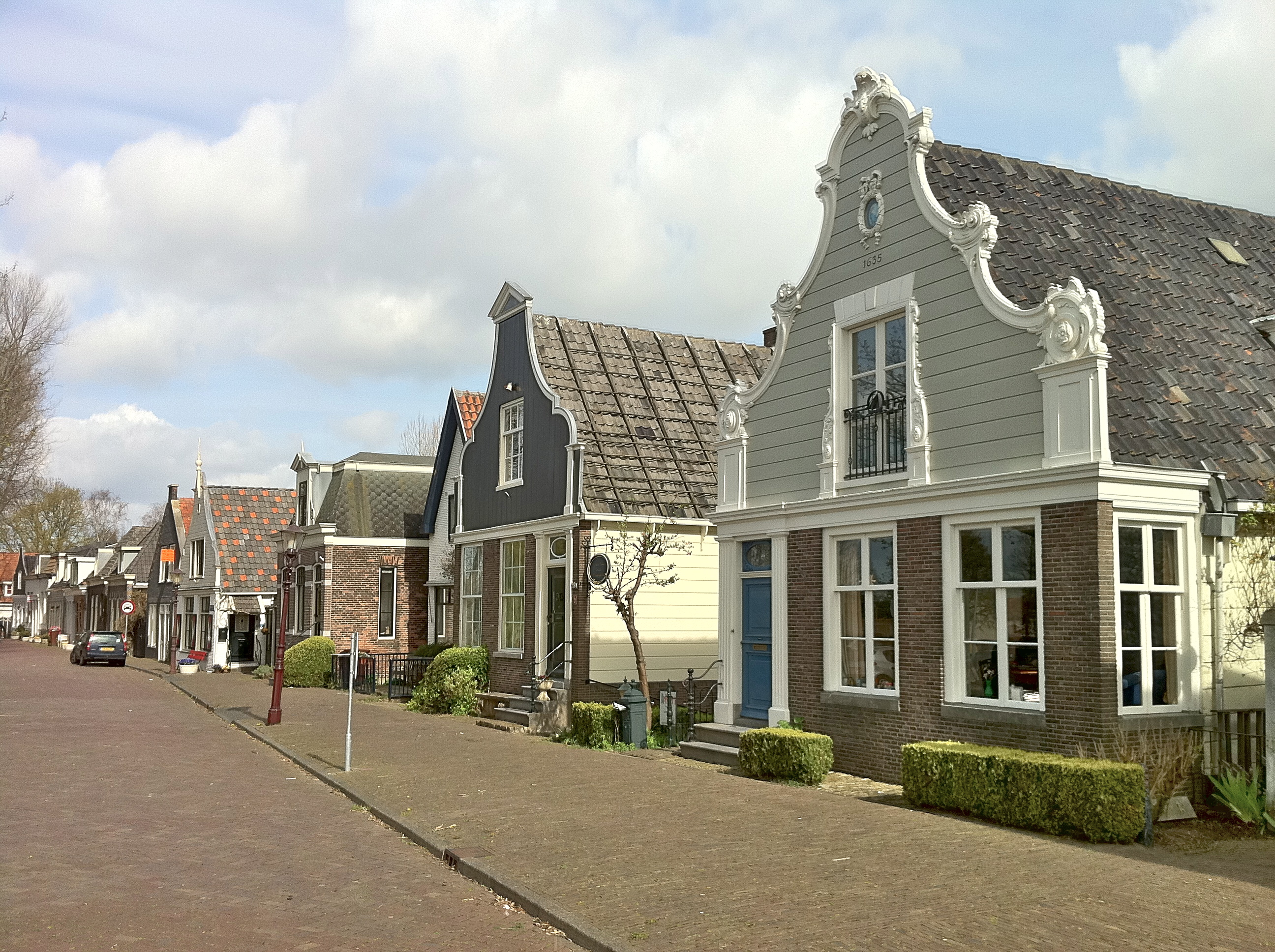
De Buiksloterdijk met historische dijkwoningen.

Buiksloot was van 1811 tot 1921 een zelfstandige gemeente en dorp in de Nederlandse provincie Noord-Holland. Het is nu een wijk van de gemeente Amsterdam. De oude dorpskern ligt langs de Buiksloterdijk, dat wil zeggen: aan de Noordelijke IJdijk tussen Nieuwendam en Oostzaan. Het Raadhuis van Buiksloot was gevestigd aan de Buiksloterdijk 228.
De Buiksloterkerk uit 1609 ligt iets lager achter de dijk. Ten westen van het dorp ligt achter de dijk de Buiksloterbreek, ontstaan na een dijkdoorbraak. Een gedeelte van de huidige Nieuwendammerdijk behoorde tot Buiksloot. Een deel heet sinds 1935 Leeuwarderweg. De Buiksloterdijk wordt ook doorsneden door de in 1968 geopende Nieuwe Leeuwarderweg.
Van 1888 tot 1956 had Buiksloot een tramverbinding met Amsterdam-Noord en Waterland en tot 1949 met Purmerend. De Waterlandse tram had ook een halte Buiksloot, nabij de huidige Nieuwe Leeuwarderweg. Sinds 2018 wordt Buiksloot doorsneden door de metro Noord/Zuidlijn, het eindpunt Noord ligt in Buikslotermeer, voorheen gemeente Buiksloot.

## Geschiedenis

### Dorp in Waterland
Buiksloot is een (voormalig) poldergebied. Het dorp ontstond langs de Waterlandse Zeedijk, aangelegd vanaf de 13e eeuw. Buiksloot werd voor het eerst genoemd in 1275, pas later werd het een dijkdorp. Door een dijkdoorbraak ten zuiden van het (nog niet drooggemaakte) Buikslotermeer in 1514 werd veel van de oorspronkelijke bebouwing weggespoeld en werd het contact tussen de bannen Buiksloot en Schellingwoude verbroken. De ban Zunderdorp stichtte hier in 1516 het nieuwe dijkdorp Nieuwendam. In 1532 wordt door keizer Karel V het Hoogheemraadschap Waterland in het leven geroepen voor het waterbeheer van het gebied ten noorden van Buiksloot tot aan Monnickendam en Purmerend. Dit ging in 1919 op in het Hoogheemraadschap Noordhollands Noorderkwartier. De ban Buiksloot viel voortaan onder het baljuwschap Waterland. Vanaf de 17e eeuw overtreft het aantal inwoners van Buiksloot dat van de ban Schellingwoude, waarvan het tot de Franse tijd deel uitmaakt. Buiksloot heeft tussen de 17e en 19e eeuw tussen de 500 en 800 inwoners.

### Polders bij Buiksloot
Ten noorden van de Buiksloterdijk lag de polder Buiksloot en ten noorden daarvan de Zuiderpolder, die zich uitstrekte in de buurgemeente Landsmeer, tot de wijziging van de gemeentegrens in 1966. Ten noordoosten lag het deels tot Buiksloot behorende Buikslotermeer, een droogmakerij uit 1627. De in 1851 ten zuiden van Buiksloot aangelegde droogmakerij Buiksloterham behoorde aanvankelijk bij Buiksloot, maar vanaf 1877 bij de gemeente Amsterdam. Buiksloot wordt sinds 1824 doorsneden door het Noordhollands Kanaal, met een beweegbare brug ter hoogte van de Buiksloterdijk.

### Bangebied
De Banne Buiksloot was vanouds een van de zes bannen waarin het baljuwschap Waterland was verdeeld. Hiermee werd een bepaald gebied aangeduid waar een magistraat zijn gezag kon uitoefenen en recht kon spreken. Na de Bataafse Revolutie bleef het woord bestaan, maar het had toen alleen nog betrekking op de polder. Pas in 1936 zijn de Waterlandse bannen opgeheven.

### Oriëntatie op Amsterdam

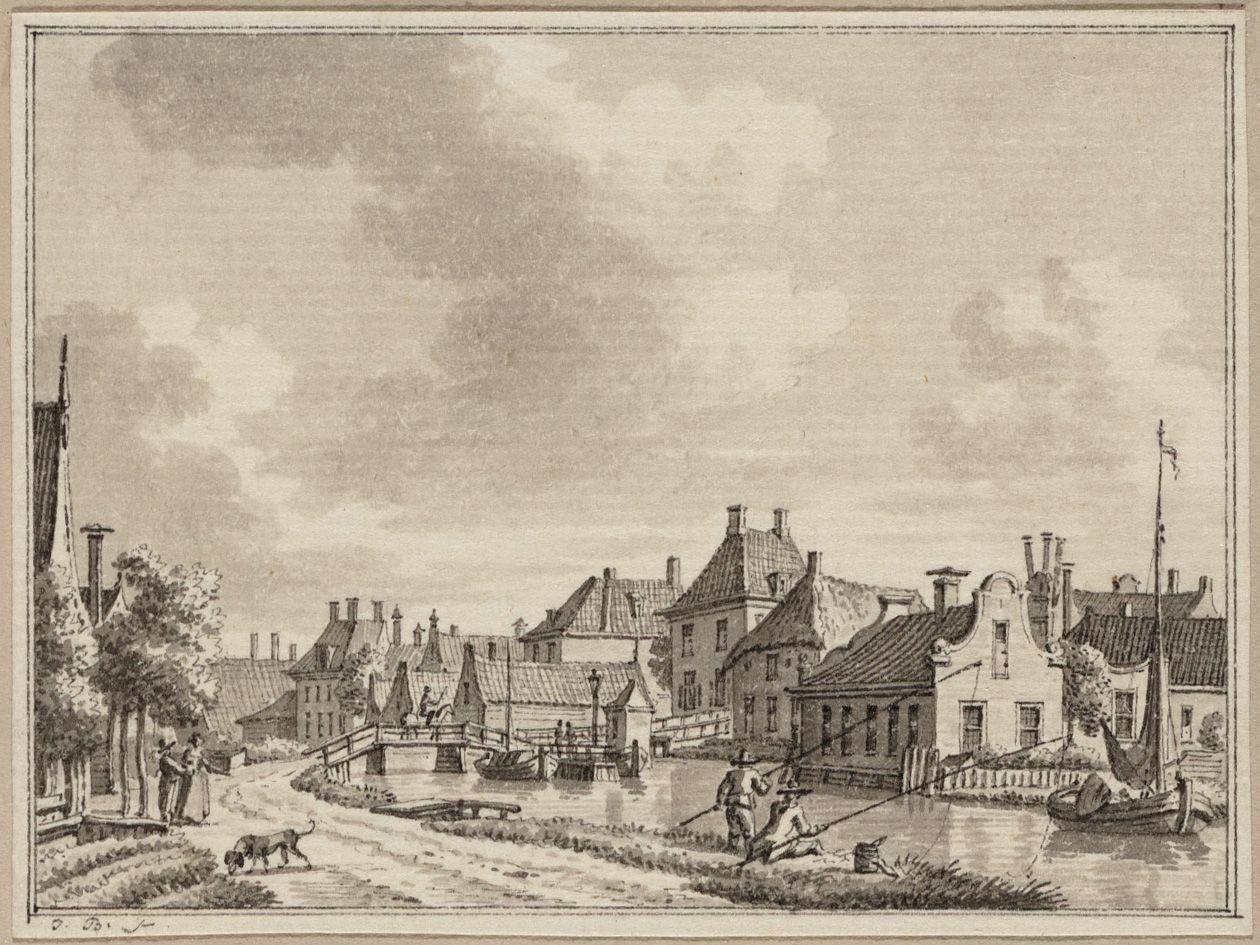
Het beginpunt van de trekvaart naar Purmerend (Jan Bulthuis, 1790)

Vanaf de 14e eeuw was er al een veerverbinding met Amsterdam, het Buiksloterveer. In 1556 kocht Amsterdam dit veer en verpachtte het, om zo meer greep te hebben op de voedselvoorziening van de stad. In 1659 komen vijf steden, Amsterdam, Hoorn, Edam, Monnickendam en Purmerend, overeen een netwerk van trekvaarten aan te leggen met een geregelde trekschuitendienst. In Buiksloot komt een overstappunt vanaf het IJ naar de trekvaart in noordelijke richting, die gebruik maakt van de westelijke ringsloot van het in 1627 drooggemaakte Buikslotermeer. Dit wordt in 1824 onderdeel van het Noord-Hollands Kanaal.

### Tachtigjarige Oorlog
In de 16e eeuw zijn er diverse overstromingen, waaronder de Allerheiligenvloed van 1570, waardoor veel oeverafslag plaats vindt en een deel van het dorp in de golven verdwijnt. In de beginperiode van de Tachtigjarige Oorlog (1568-1648) worden er o.a. in Buiksloot hagenpreken gehouden. Waterland is al in 1572 prinsgezind, terwijl het nabijgelegen Amsterdam nog tot 1578 de Spaanse koning trouw blijft. Diverse schermutselingen tussen de Geuzen en het leger van Alva vinden plaats in deze omgeving. Na 1585 bloeit de handel op en ook Buiksloot profiteert hiervan.
Voor 1811 behoorde Buiksloot tot het bangebied van Schellingwoude, daarna werd het een aparte gemeente.
Een eigen raadhuis was er echter niet, en de gemeenteraad vergaderde in de herberg Het Rode Hart. Maar toen in 1857 het schooltje aan de Buiksloterdijk werd afgekeurd en er een nieuw elders werd ingericht, werd het oude houten gebouwtje omgebouwd tot raadhuis annex hulppostkantoor, dat in 1863 werd betrokken.

### Aansluiting bij Amsterdam
Omdat Buiksloot al sterk op Amsterdam was georiënteerd schreef de voorlaatste burgemeester Wiersma in 1913 een brief met de woorden "Buiksloot leek immers toch al een buitenbuurt van Amsterdam" waarin verzocht werd om aansluiting bij de stad om mee te profiteren van de betere voorzieningen. Het duurde nog acht jaar voordat dit werd gehonoreerd. De gemeente was sterk verarmd na de watersnood van 1916, toen een groot gebied ten noorden van Amsterdam overstroomde. Op 1 januari 1921 is Buiksloot samen met de gemeenten Nieuwendam, Ransdorp, Sloten en Watergraafsmeer opgegaan in de gemeente Amsterdam.
Na de annexatie kwamen er bij het dorp flinke stadsuitbreidingen ten noorden van de Buiksloterdijk en ten westen van het Noordhollandsch Kanaal met Tuindorp Buiksloterham, een van de nieuwe tuindorpen in stadsdeel Amsterdam-Noord. Ook het Tuindorp Buiksloot, ten oosten van het kanaal, is vernoemd naar Buiksloot.

### Oorlogsbombardement
Tijdens de Tweede Wereldoorlog in juli 1943 vonden er drie bombardementen plaatst in Amsterdam-Noord uitgevoerd door de geallieerden, tevens het zwaarste bombardement dat de stad Amsterdam in de oorlog te verduren kreeg. Deze luchtaanvallen waren gericht op de vliegtuigfabriek van Fokker aan de Papaverweg in Tuindorp Buiksloterham. Echter miste twee van de drie aanvallen het doelwit, waardoor de bommen terecht kwamen op de omliggende woonwijken, en de totale ravage was enorm. In totaal kwamen ruim 200 mensen om, dit waren vooral burgerslachtoffers.

### Nieuwbouwwijken
In de jaren zestig-zeventig van de 20e eeuw werd de nieuwbouwwijk Banne Buiksloot ten noorden van het dorp gebouwd. Deze bestaat uit twee delen, Banne-Noord en Banne-Zuid. In de jaren negentig is de Banne-Oost er nog bijgebouwd. De wijk omvat thans het restant van het oude dijkdorp en de daarachter tussen 1965 en 1977 gebouwde tuinstad Banne Buiksloot.
In Buikslotermeer verrezen vanaf de jaren zestig veel nieuwbouwwoningen en een winkelcentrum. De oude dorpsbebouwing van Buiksloot aan de Buikslotermeerdijk langs de ringvaart werd hiervoor gesloopt. Ook aan de westkant van het dorp verdween tussen de Buiksloterkerk en de Buiksloterbreek veel oude dijkbebouwing. Ook werd daar een deel van de Buiksloterdijk afgegraven voor de aanleg van de Nieuwe Purmerweg, die uiteindelijk nooit werd gerealiseerd. Uiteindelijk bleef er van dit dorp alleen het middelste deel van de bebouwing langs de Buiksloterdijk gespaard. Deze behoort, met de uit de jaren twintig daterende tuindorpen, sinds 2014 tot het Rijksbeschermd gezicht Amsterdam-Noord.
Nabij Buiksloot bevindt zich aan het Noordhollands Kanaal de krijtmolen D'Admiraal. Deze molen is het laatste exemplaar van dit type die is overgebleven.

## Afbeeldingen

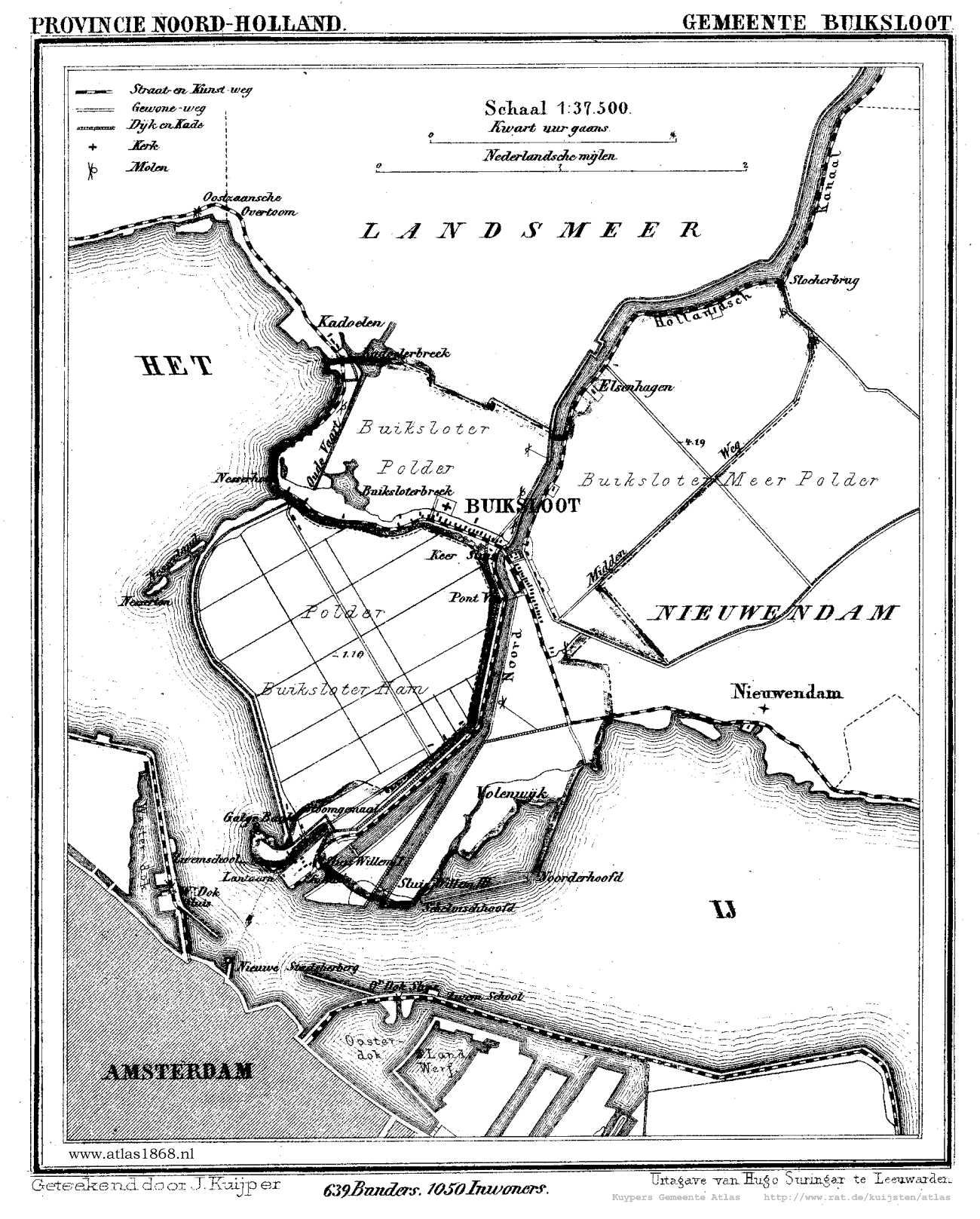
Kaart van de gemeente Buiksloot uit 1868.
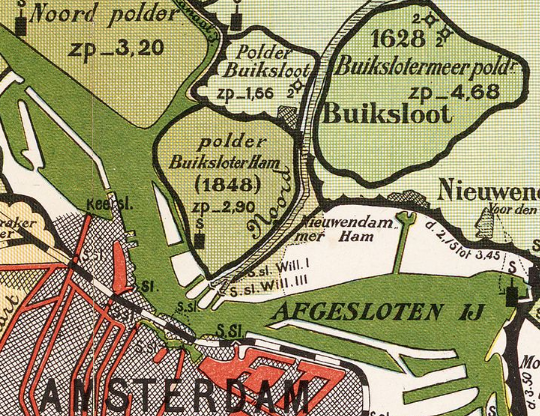
De Polder Buiksloot, het Buikslotermeer en de Buiksloterham; circa 1900.
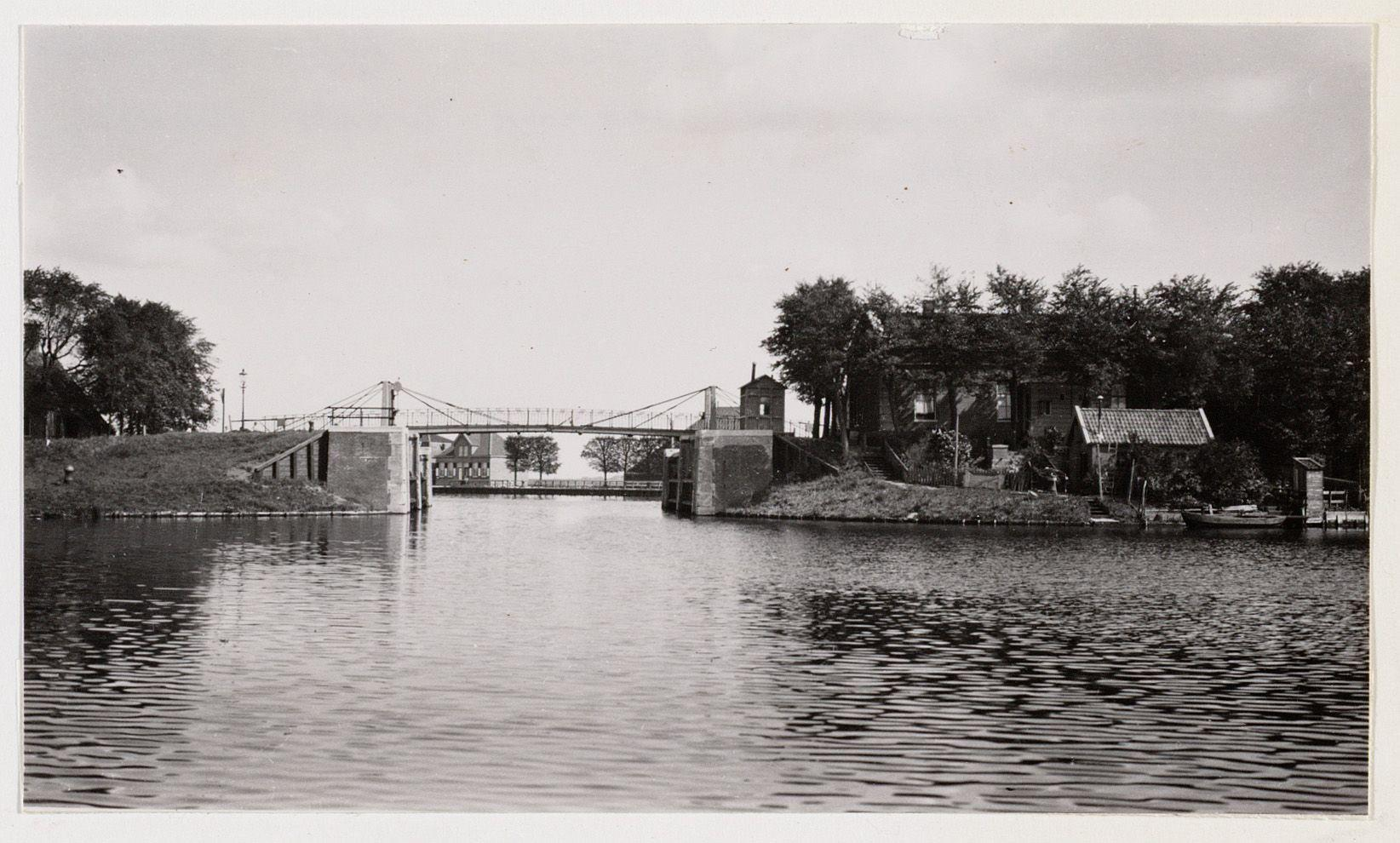
De brug in de Buiksloterdijk over het Noordhollands Kanaal; 1922.
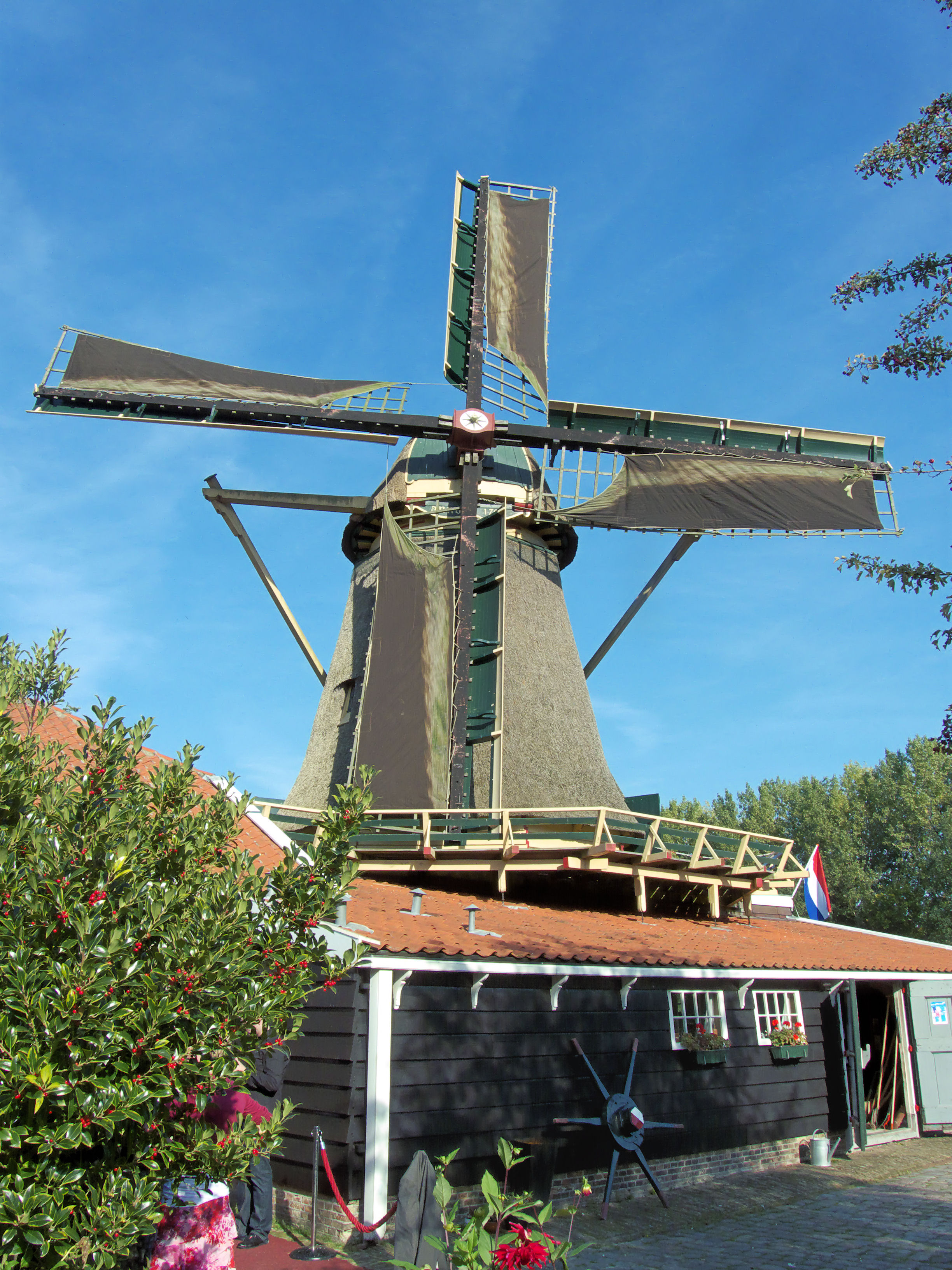
Krijtmolen D'Admiraal
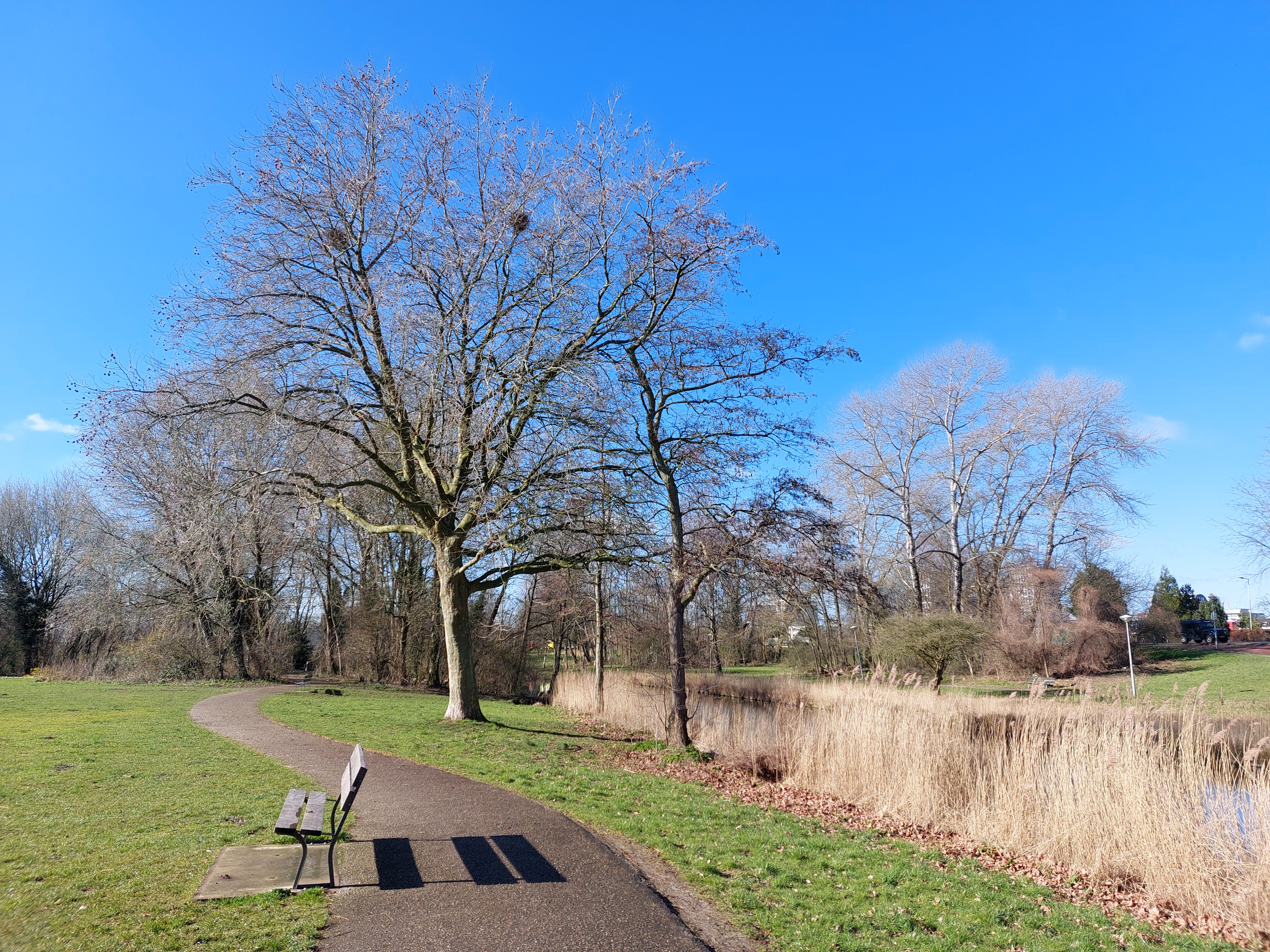
Buiksloterbreek.

## Bekende personen uit Buiksloot
- M.H. Laddé, fotograaf en regisseur van de eerste Nederlandse film
- Erasmus Smit, zendeling in Zuid-Afrika